# Újfalu (Szerbia)
Újfalu (szerbül Ново Село / Novo Selo) település Szerbiában, a Vajdaságban, az Észak-bánsági körzetben, Magyarkanizsa községben.

## Fekvése
Bácska északkeleti részén, Magyarkanizsától délnyugatra, Oromtól kb. 4 km-re északkeletre fekszik.

## Népesség

### Demográfiai változások
| 1948 | 1953 | 1961 | 1971 | 1981 | 1991 | 2002 |
| ---- | ---- | ---- | ---- | ---- | ---- | ---- |
| 435  | 429  | 390  | 332  | 300  | 336  | 211  |

## Külső hivatkozások
- Újfalu története Archiválva 2011. április 1-i dátummal a Wayback Machine-ben